# بيرتن جونز
بيرتن جونز (بالإنجليزية: Bert Jones) (و. 1951  م) هو لاعب كرة قدم أمريكية، ومعلق رياضي أمريكي، ولد في روستون، مركز لعبه هو ظهير ربعي.

## التعليم
تعلم في ثانوية روستون ‏
.

## روابط خارجية
- بيرتن جونز على موقع مرجع كرة القدم المحترفة.كوم (الإنجليزية)
- بيرتن جونز على موقع قاعة لويزيانا للمشاهير الرياضية (الإنجليزية)